# C-reaktives Protein
Als C-reaktives Protein (CRP) wird ein Protein bezeichnet, das zur Familie der Pentraxine zählt. CRP wird in der Leber gebildet und ins Blut abgegeben. Gemeinsam mit Caeruloplasmin, Fibrinogen, Haptoglobin, Ferritin und anderen gehört das CRP zu den Akute-Phase-Proteinen. Diese sind Proteine im Blut, deren Blutkonzentrationen im Rahmen entzündlicher (infektiöser und nichtinfektiöser) Erkrankungen ansteigen. Den stärksten Stimulus der Akute-Phase-Reaktion bilden dabei bakterielle Infektionen.
Das CRP ist ein prähistorischer Antikörper und bindet an den Fc-gamma-Rezeptor IIa, an den auch Antikörper binden.
Außerdem aktiviert CRP den klassischen Komplementweg über C1q-Bindung.
CRP bildet also Immunkomplexe auf die gleiche Art wie IgG-Antikörper. CRP wird als Entzündungsparameter unter anderem zur Beurteilung des Schweregrades entzündlicher Erkrankungen herangezogen. Grundsätzlich folgt die CRP-Konzentration im Plasma der Krankheitsaktivität mit einer Verzögerung von 12 bis 24 Stunden. Ein kausaler Zusammenhang zwischen der CRP-Konzentration und den Schäden der Entzündungsreaktion wurde 2020 gezeigt, wodurch CRP in den Fokus neuer Therapien rückte.
Als Teil des Immunsystems ist CRP ein Opsonin, welches das Komplementsystem aktivieren kann. Die Expression des CRP in der Leber wird am stärksten durch Interleukin-6 (IL-6) angeregt.
Im Jahr 2003 wurden CRP-Blutplasmawerte vom US-amerikanischen CDC als ein zusätzlicher Marker für Herz-Kreislauf-Erkrankungen bei ansonsten gesunden Patienten empfohlen. Eine direkte Assoziation mit Atherosklerose konnte nicht gezeigt werden.

## Entdeckung und Namensgebung
CRP wurde erstmals 1930 von William S. Tillett und Thomas Francis junior beschrieben als eine Substanz im Serum von Patienten mit einer akuten Entzündung, die mit dem C-Polysaccharid (teichonsäurehaltige C-Substanz) von Pneumokokken reagiert und zusammen mit Calciumionen eine Präzipitation hervorruft.

## Wirkungsmechanismus
CRP bindet an Phosphocholin, welches sich an der Oberfläche von toten oder absterbenden Zellen (und einigen Arten von Bakterien) findet. Das gebundene CRP aktiviert das Komplementsystem, bindet an Fresszellen und setzt so humorale und zelluläre Effektormechanismen des angeborenen Immunsystems in Gang. Dieser angeborene Abwehrmechanismus ist erheblich schneller als die Reaktion des adaptiven Immunsystems.
Mit diesem Mechanismus bindet CRP auch an ischämische/hypoxische Zellen, welche sich mit mehr Zeit regenerieren könnten. Durch die Bindung von CRP werden sie allerdings vorzeitig entsorgt.

## Referenzbereich
CRP ist auch bei gesunden Menschen in sehr geringer Konzentration im Blut vorhanden. Als normal gelten bei Erwachsenen Werte bis circa 5 mg/l (0,5 mg/dl); wie bei medizinischen Referenzwerten üblich, schwankt der Normalwert durch Einflüsse wie Patientenpopulation, Analysemethode und -geräte, weshalb prinzipiell jedes Labor eigene Grenzwerte angibt.

## Indikation für die Bestimmung als Marker
1. Das CRP ist mittlerweile noch vor dem Anstieg der Leukozytenzahl und Fieber der wichtigste unspezifische akute Entzündungsparameter beispielsweise bei Verdacht auf Appendizitis, Cholezystitis, Atemwegsinfekt, Divertikulitis oder Harnwegsinfekt; dies jedoch immer nur im Zusammenhang mit den klinischen Symptomen des Patienten.
2. Der CRP-Wert kann bereits im Laufe einer Erkrankung erhöht sein, wenn noch kein Fieber auftritt oder die Leukozytenzahl unverdächtig ist; meist folgt der CRP-Anstieg jedoch einem unspezifischen Leukozytenanstieg.
3. Der CRP-Wert sinkt nach Verschwinden einer Entzündung schnell auf den Normalwert, anders als der zuvor verwendete Parameter der Blutsenkungsreaktion.
4. Als Parameter für die Aktivität einer Erkrankung dient es dabei unter anderem der Unterscheidung zwischen akuten oder chronischen Geschehen: Akute Geschehen bedingen im Gegensatz zu chronischen Erkrankungen einen stärkeren Anstieg des CRPs, der in der Regel dem Ausmaß der Entzündung entspricht.
5. Zur Suche nach rheumatischen entzündlichen Erkrankungen (unter Beachtung anderer Parameter, z. B. des Rheumafaktors).
6. Zur Erfassung komplizierender Infektionen, sei es postoperativ, bei Exacerbationen im Rahmen chronischer Erkrankungen oder einer Fruchtwasserinfektion bei vorzeitigem Blasensprung.
7. Zur Unterscheidung von viralen und bakteriellen Infektionen; jedoch ist dies durch die alleinige Bestimmung des CRP nicht möglich.
8. Zur frühzeitigen Bestätigung einer erfolgreichen antibakteriellen oder entzündungshemmenden Therapie, da der Rückgang der CRP-Konzentration den klinischen Symptomen oft vorangeht. Dabei wird die Zu- oder Abnahme der Entzündungsreaktion durch das Ansteigen oder Absinken des CRPs mit einer Verzögerung von etwa 24 Stunden angezeigt.

In den letzten Jahren werden hochsensitive Untersuchungen auf leicht erhöhte CRP-Werte dazu herangezogen, um instabile Phasen im Rahmen der Arteriosklerose zu erkennen.

## Verlauf
Bei Infektionen (v. a. bakteriell), nach Traumen und Operationen steigt der CRP-Wert physiologisch an, um am zweiten bis dritten Tag den höchsten Wert zu erreichen und anschließend bei komplikationsfreiem Verlauf zu sinken. Normalwerte werden dann nach zwei bis drei Wochen erreicht. Der Höchstwert („Peak“) nach zwei bis drei Tagen ist umso höher, je schwerwiegender das Trauma oder der Eingriff waren.
Postoperativ
So sind nach operativer Versorgung von Oberschenkelbrüchen Höchstwerte von durchschnittlich 136 bis 154 mg/l angegeben, bei unkomplizierten Knöchelbrüchen von 34 bis 39 mg/l. Offene Knochenbrüche führen zu gering höheren Höchstwerten. Auch nach Bauch-Eingriffen (abdominalen Eingriffen) folgt der physiologische CRP-Verlauf demselben Muster, wenn keine Komplikationen vorliegen, wobei mittlere Höchstwerte von 140 bis 159 mg/l angegeben wurden. Bei postoperativen Komplikationen, insbesondere Wundinfektionen, kann der CRP-Wert über den dritten Tag hinaus ansteigen oder hoch bleiben, dies hat jedoch eine geringe Spezifität. Hingegen hat ein niedriger oder abfallender CRP-Wert einen hohen negativen prädiktiven Wert und kann einen Wundinfekt mit hoher Wahrscheinlichkeit ausschließen.
Ischämische Vorfälle
CRP steigt auch nach ischämischen Vorfällen, wie einem Herzinfarkt oder Schlaganfall, an. Bei beiden Vorfällen kann CRP Peak-Werte von 200 mg/l erreichen. Die nach dem Infarkt entstehende CRP-Menge korreliert signifikant mit dem resultierenden Schaden. Kürzlich wurde gezeigt, dass CRP durch seinen Wirkmechanismus den Schaden durch Herzinfarkt maßgeblich selbst hervorruft. Es wurde ein Dosis-Wirkungszusammenhang beobachtet. Neue Therapien, wie die extrakorporale Depletion von CRP durch CRP-Apherese, setzen hier an und eliminieren CRP, bevor es den Schaden und die Narbe im ischämischen Gewebe vergrößern kann. Es wurde beobachtet, dass die CRP-Abreicherung bei manchen Patienten die Infarktnarbe nach Herzinfarkt gänzlich verhindert hat.
COVID-19
Obwohl COVID-19 durch ein Virus ausgelöst wird, steigt CRP bei dieser Krankheit unerwartet stark an und korreliert auch hier mit dem Schweregrad und Verlauf der Krankheit. Der CRP-Verlauf korreliert mit dem Ausmaß der Organschädigung der Lunge. Ähnlich wie bei Herz-Kreislauf-Erkrankungen wird der kausale Zusammenhang von CRP und Organschäden bei COVID-19 postuliert und untersucht.

## Bestimmungsmethoden und Serumwerte
Die Bestimmung des CRP in der medizinischen Analytik kann auf verschiedene Weisen erfolgen.
- Visueller Latex-Agglutinationstest (qualitativ)
- Schnelle Immunodiffusion (semi-quantitativ)
- ELISA (quantitativ)
- Hochsensitiver CRP-Assay (für hs-CRP, englisch high-sensitive CRP, ein entzündungbegünstigendes Akut-Phasen-Protein mit einem Normalwert von unter 1 µg/l[20]), dieser kann niedrige Werte von CRP in Serum (Grenzbereich: 0,04 mg/l) mittels Laser-Nephelometrie in weniger als 30 Minuten liefern.

Ein „normales“ oder „nur leicht erhöhtes“ CRP schließt eine schwere Erkrankung, z. B. eine bakterielle Infektion durch Clostridium difficile, nicht aus.
Es gibt keinen signifikanten Zusammenhang zwischen Rauchen und CRP.